# SN 2007bc
SN 2007bc – supernowa typu Ia odkryta 4 kwietnia 2007 roku w galaktyce UGC 6332. W momencie odkrycia miała maksymalną jasność 16,10m.